# Landesjugendchor Thüringen
Der Landesjugendchor Thüringen (LJC Thüringen) ist ein Chor aus Jugendlichen und jungen Erwachsenen aus Thüringen und dient der Begabtenförderung. Der Landesjugendchor besteht aus etwa 35 Sängerinnen und Sängern. Träger des Chores ist seit 2020 der Landesmusikrat Thüringen. Das Ensemble steht seit 2023 unter der künstlerischen Leitung von Nikolaas Schmeer.

## Geschichte
Das Ensemble wurde 1997 von Christian Frank gegründet. In den beiden darauffolgenden Jahren leitete Gert Frischmuth den Chor. Im Jahr 2004 reanimierte Christian Frank die LJC-Idee für Thüringen. Die Thüringer Landesmusikakademie Sondershausen übernahm ab 2009 die Trägerschaft des Chores. Frank leitete das Ensemble bis 2012. Im Jahr 2013 gründete Nikolaus Müller, ein ehemaliger Thomaner, den Landesjugendchor mit Workshops in mehreren Städten des Freistaates Thüringen und in Zusammenarbeit mit erfahrenen Stimmbildnern neu. Erste Auftritte führten den neu gegründeten Chor zum Deutschen Chorwettbewerb 2014 nach Weimar, ein Jahr später zu den Händel-Festspielen Halle und zum Altenburger Musikfestival.
Mit zwei groß angelegten Projekten zum Thema „Martin Luther und die Musik“ wurde des Reformationsjubiläums 2017 gedacht, u. a. im Rahmen des Heinrich-Schütz-Musikfestes und auf der Wartburg Eisenach. Im Jahr 2019 gestaltete der Chor gemeinsam mit dem Landesjugendorchester Thüringen das Abschlusskonzert der Liszt Biennale in Sondershausen und brachte dabei unter anderem Franz Liszts Kantate „Zur Saecularfeier Beethovens“ erstmals nach über 120 Jahren zur Wiederaufführung. Das gleiche Werk wurde im August 2021 beim Beethovenfest in Bonn gemeinsam mit dem Beethoven Orchester Bonn zur Aufführung gebracht. Im November 2021 wirkte der Landesjugendchor bei der offiziellen Gedenkstunde zum Volkstrauertag im Deutschen Bundestag mit.
Im Jahr 2022 übernahm Franziska Kuba kommissarisch die Leitung des Landesjugendchores. Im gleichen Jahr erarbeitete der Chor unter dem Motto „Klangkosmos Schütz.22“ gemeinsam mit den Landesjugendchören aus Hessen, Sachsen und Sachsen-Anhalt ein umfangreiches Programm anlässlich des 350. Todestages von Heinrich Schütz. Der Höhepunkt waren gemeinsame Konzerte aller vier Chöre in Kassel, Magdeburg, Freiberg und Schmalkalden mit Werken von Heinrich Schütz, Thomas Tallis, Johannes Ockeghem, Frank Martin, Felix Mendelssohn Bartholdy, Johannes Brahms und John Tavener, sowie der Uraufführung einer Auftragskomposition von Reiko Fütting. Die künstlerische Gesamtleitung des Projekts lag bei Justin Doyle, dem Chefdirigenten des RIAS Kammerchores.

## Arbeitsweise
Bekannte Chormusik neu zu entdecken und weitgehend unentdeckte Werke bekannt zu machen, ist das Motto, dem sich der Landesjugendchor verschrieben hat. Fünfmal im Jahr finden mehrtägige Probenphasen in Thüringen und den angrenzenden Bundesländern statt, bei denen gemeinsam ein anspruchsvolles Konzertprogramm erarbeitet wird. Die musikalische Arbeit wird durch erfahrene Stimmbildner unterstützt.
Der Schwerpunkt des Repertoires liegt in der geistlichen wie weltlichen A-Cappella-Musik und reicht von Vertonungen des 16. Jahrhunderts bis zu Kompositionen der Gegenwart und Uraufführungen. Seitdem Nikolaas Schmeer die Leitung übernommen hat, stehen auch vermehrt chorsinfonische Werke auf dem Programm. Der Chor hat sich auch dem weitgehend unbekannten Schaffen von Wilhelm Berger – Hofkapellmeister am Meininger Hof von 1903 bis 1911 – verschrieben. Die erste CD-Aufnahme des Landejugendchores mit einer Auswahl seiner Chormusik ist im Oktober 2017 beim Label Rondeau erschienen.
Die organisatorische Leitung des Landesjugendchores Thüringen liegt bei Hanna Brune im Landesmusikrat Thüringen.

## CD-Aufnahme
Wilhelm Berger: Choral Works. Ausgewählte Chorwerke A-Cappella für gemischten Chor, Frauenchöre mit Klavierbegleitung und Männerchöre. Landesjugendchor Thüringen, Alejandro Picó-Leonís (Klavier), Leitung: Nikolaus Müller.